# Christina Jordan
Christina Sheila Jordan (Johor Bahru, 19 giugno 1962) è una politica britannica.

## Biografia
Christina Sheila Jordan è nata in Malaisia. Ha lavorato come segretaria presso l'ambasciata turca a Kuala Lumpur prima di trasferirsi nel Regno Unito nel 1985. Ha votato per la Brexit nel referendum sulla permanenza del Regno Unito nell'Unione europea del 2016. Prima della sua elezione a eurodeputata, Jordan ha lavorato come membro dell'equipaggio di cabina per British Airways per dieci anni e si è formata come infermiera presso il Royal Hampshire County Hospital di Winchester. Per il suo lavoro con le organizzazioni di beneficenza nella comunità, le è stato conferito l'Hampshire High Sheriff Award for Services to the Community e ha partecipato al Queen's Garden Party a Buckingham Palace nel 2015.

## Europarlamentare
Si è candidata alle elezioni europee del 2019 per il Brexit Party. Jordan era terza nella lista del suo partito ed è stata eletta europarlamentare nella circoscrizione dell'Inghilterra sud-occidentale insieme ad Ann Widdecombe e James Glancy. Al Parlamento europeo, Jordan è stata membro della commissione per l'ambiente, la sanità pubblica e la sicurezza alimentare e ha fatto parte della delegazione per le relazioni con l'India.

## Vita privata
Jordan è sposata e ha due figlie.